# Episodi di Tuca & Bertie (seconda stagione)
La seconda stagione della serie animata Tuca & Bertie, composta da 10 episodi, è stata trasmessa negli Stati Uniti, su Adult Swim, dal 13 giugno al 15 agosto 2021.
In Italia la stagione è inedita.
| nº | Titolo originale | Titolo italiano | Prima TV USA   | Pubblicazione Italia |
| -- | ---------------- | --------------- | -------------- | -------------------- |
| 1  | Bird Mechanics   |                 | 13 giugno 2021 |                      |
| 2  | Planteau         |                 | 20 giugno 2021 |                      |
| 3  | Kyle             |                 | 27 giugno 2021 |                      |
| 4  | Nighttime Friend |                 | 4 luglio 2021  |                      |
| 5  | Vibe Check       |                 | 11 luglio 2021 |                      |
| 6  | The Moss         |                 | 18 luglio 2021 |                      |
| 7  | Sleepovers       |                 | 25 luglio 2021 |                      |
| 8  | Corpse Week      |                 | 1º agosto 2021 |                      |
| 9  | The Dance        |                 | 8 agosto 2021  |                      |
| 10 | The Flood        |                 | 15 agosto 2021 |                      |